# フレンズ (チック・コリアのアルバム)
『フレンズ』（Friends）は、アメリカ合衆国のジャズ・ピアニスト、チック・コリアが1978年に発表したスタジオ・アルバム。

## 背景
「ワルツ・フォー・デイヴ」はデイヴ・ブルーベックに捧げられた曲である。「チルドレンズ・ソング#5」と「チルドレンズ・ソング#15」は、1984年発表のソロ・ピアノ・アルバム『チルドレンズ・ソングズ』で再演された。
オリジナルLPのジャケットではスマーフの人形が使用されていたが、無断使用だったため著作権者からクレームが付き、アメリカ盤LPは初回プレスだけで発売停止となった。その問題から、日本初回盤LPはカエルの人形を使用したデザインに変更され、1991年再発CD (POCJ-1981)でもカエルのジャケットが使用されたが、2006年以降の日本盤再発CDは、オリジナル・ジャケットに準じている。

## 反響・評価
アメリカでは総合アルバム・チャートのBillboard 200で86位、『ビルボード』のジャズ・アルバム・チャートでは4位を記録した。
本作は第21回グラミー賞で最優秀ジャズ・インストゥルメンタル・パフォーマンス賞（グループ部門）を受賞した。スコット・ヤナウはオールミュージックにおいて5点満点中4点を付け「コリアの曲としては、さほど有名でない8曲を収録しているが、実際には優れた演奏の記録となっている」と評している。

## 収録曲
全曲ともチック・コリア作曲。
1. ザ・ワン・ステップ - "The One Step" - 6:09
2. ワルツ・フォー・デイヴ - "Waltse for Dave" - 7:40
3. チルドレンズ・ソング#5 - "Children's Song #5" - 1:19
4. サンバ・ソング - "Samba Song" - 10:13
5. フレンズ - "Friends" - 9:29
6. シシリー - "Sicily" - 6:21
7. チルドレンズ・ソング#15 - "Children's Song #15" - 1:15
8. カプチーノ - "Cappucino" - 8:42

## 参加ミュージシャン
- チック・コリア - ピアノ、ローズ・ピアノ
- ジョー・ファレル - サクソフォーン、フルート
- エディ・ゴメス - アコースティック・ベース
- スティーヴ・ガッド - ドラムス